# Фелікс Цозель
Фелікс Цозель (пол. Feliks Cozel; 17 листопада 1847, Дунаїв — 18 січня 1928, Стара Весь) — польський церковний діяч, римо-католицький священик, єзуїт, педагог, релігійний письменник. Упродовж 1885—1890 років брав участь у проведені Добромильської реформи василіян.

## Життєпис
Вступив до єзуїтів 15 жовтня 1862 року на новіціят у Старій Весі. Початкові студії гуманістики, риторики та перший рік філософії закінчив у Старій Весі, а другий і третій рік філософії вчився відповідно в Краківській (1867—1868) та Сьремській (1868—1869) єзуїтських колегіях. У 1869—1874 роках був викладачем у Тернопільській єзуїтській гімназії, а після того вивчав богослов'я (1874—1879), мабуть, у Краківській колегії. Висвячений на священика в 1878 році. Знову повернувся до викладацької діяльності: навчав логіку в Старій Весі (1879—1882), релігію і математику в Тернополі (1882—1884) і філософію в Кракові (1884—1885).
Упродовж 1885—1890 років Фелікс Цозель, як професор богослов'я і філософії, був задіяний у проведені Добромильської реформи Василіянського Чину: викладав моральне богослов'я в Добромильському монастирі (1885—1886), проживаючи в Львівській резиденції єзуїтів (духовний провідник Братства доброї смерті від 29 серпня 1886 до 25 листопада 1887), викладав етику для василіянських студентів у монастирі св. Онуфрія у Львові (1886—1887), у Лаврівському монастирі (1887—1888) викладав догматичне і моральне богослов'я, ті ж предмети — у Кристинополі (1888—1890).
У 1890—1892 роках викладав релігію і пропедевтику в Хирові, потім етику в Тернополі (1892—1893), давав місії для народу (Тернопіль 1893—1895), професор морального богослов'я в Кракові (1895—1897), проповідник у Тернополі (1897—1899) і Новім Сончі (1899—1901), письменник і провідник реколекцій у Кракові (1901—1905), сотрудник у Чернівцях (1905—1906), редактор часопису «Głosy Katolickie» в Кракові (1904—1905 і 1906—1907), сотрудник у Тернополі (1907—1908), капелан в'язниці в Новому Сончі (1908—1909), проповідник у Чернівцях (1909—1911), письменник у Кракові (1911—1913), сотрудник у Чернівцях (1913—1914), Львові (1914—1919) і Тернополі (1919—1920), співпрацівник Видавництва Апостольства Молитви в Кракові (1920—1922), сотрудник у Хирові (1922—1923), Тернополі (1923—1924) і Старій Весі (1924—1928). Автор багатьох брошур і статей на релігійну і суспільну тематику.
Помер 18 січня 1928 року в Старій Весі.

## Нагороди
- Офіцерський Хрест Ордена Відродження Польщі (2 травня 1924)[7].

## Публікації
- «O Najświętszym Sakramencie i Komunii świętej» (1903),
- «Objawienie się i cuda w Lurd Najświętszej Maryi Panny Niepokalanie Poczętej: na podstawie dzieł Boissarie, naczelnego lekarza kliniki w Lurd» (1904),
- «Yra Dievas» (1907),
- «Dokąd idziesz i dokąd zajdziesz?» (1908),
- «Rodzina chrześcijańska» (1908),
- «Spowiedź: jaką być powinna i jak się do niej gotować» (1909),
- «O prawdziwości religii katolickiej» (1908),
- «Šventosios mišios: jų reikšmė, nauda ir ceremonijos» (1910, співавтори: Juozas Laukaitis, Adam Reiners),
- «O ochędóstwie w Domach Bożych» (1912),
- «Rodzina chrześcijańska wobec śmierci» (1913),
- «Msza święta jej znaczenie, pożytki, obrzędy i sposoby słuchania» (1917),
- «Rodzina chrześcijańska jaką być powinna» (1922).

### Українські переклади
- «Яка повинна бути сповідь і як до неї приготовитися?» // перекл. з поль. о. Сильвестра Кізими, ЧСВВ. — Вид. 2-ге. — Жовква: Видавництво оо. Василіян, 1912. — 152 с.